# ترينيتي (ألاباما)
ترينيتي (بالإنجليزية: Trinity)‏ هي مدينة أمريكية تقع في ولاية ألاباما.تبلغ مساحة هذه المدينة 9.4 (كم²)،ويبلغ عدد سكانها 1841 نسمة حسب إحصاء سنة 2010 م.تشير الإحصاءات بأن الكثافة السكانية في هذه المدينة تقدر بـ(195.9) نسمة/كم2.

## التركيبة السكانية
حدّد مكتب تعداد الولايات المتحدة بيانات التركيبة السكانية لترينيتي في تعداد الولايات المتحدة. في ما يلي، التركيبة السكانية حسب تعدادي 2000 و2010.

### تعداد عام 2000
بلغ عدد سكان ترينيتي 1,841 نسمة بحسب تعداد عام 2000، وبلغ عدد الأسر 691 أسرة وعدد العائلات 564 عائلة مقيمة في البلدة. في حين سجلت الكثافة السكانية 142.9 نسمة لكل كيلومتر مربع (370.1/ميل2). وبلغ عدد الوحدات السكنية 728 وحدة بمتوسط كثافة قدره 56.5 لكل كيلومتر مربع (146.3/ميل2).
وتوزع التركيب العرقي للبلدة بنسبة 88% من البيض و9.61% من الأمريكيين الأفارقة و1.25% من الأمريكيين الأصليين و0.11% من الأمريكيين ذوي الأصول الآسيوية و0.16% من الأعراق الأخرى و0.87% من عرقين مختلطين أو أكثر و1.14% من الهسبانيون أو اللاتينيون من أي عرق.
بلغ عدد الأسر 691 أسرة كانت نسبة 41.5% منها لديها أطفال تحت سن الثامنة عشر تعيش معهم، وبلغت نسبة الأزواج القاطنين مع بعضهم البعض 69.9% من أصل المجموع الكلي للأسر، ونسبة 8.5% من الأسر كان لديها معيلات من الإناث دون وجود شريك، بينما كانت نسبة 3.2% من الأسر لديها معيلون من الذكور دون وجود شريكة وكانت نسبة 18.4% من غير العائلات. تألفت نسبة 16.2% من أصل جميع الأسر من عدة أفراد يعيشون في نفس المنزل ونسبة 6.5% كانت تتألف من شخص يعيش بمفرده يبلغ من العمر 65 عاماً أو أكثر. وبلغ متوسط حجم الأسرة المعيشية 2.65، أما متوسط حجم العائلات فبلغ 2.96.
بلغ العمر الوسطي للسكان 38.1 عاماً. وكانت نسبة 25.7% من القاطنين تحت سن الثامنة عشر، وكانت نسبة 6.1% بين الثامنة عشر والرابعة والعشرين عاماً، ونسبة 30.9% كانت واقعةً في الفئة العمرية ما بين الخامسة والعشرين والرابعة والأربعين عاماً، ونسبة 26% كانت ما بين الخامسة والأربعين والرابعة والستين، ونسبة 10.8% كانت ضمن فئة الخامسة والستين عاماً فما فوق. يوجد لكل 100 أنثى 94.4 ذكر، ويوجد لكل 100 أنثى في الثامنة عشر من عمرها فما فوق 90.7 ذكر.
بلغ متوسط دخل الأسرة في البلدة 54,271 دولارًا، أما متوسط دخل العائلة فبلغ 60,139 دولارًا. وكان متوسط دخل الذكور 43,393 دولارًا مقابل 27,552 دولارًا للإناث. وسجل دخل الفرد الخاص بالبلدة 21,467 دولارًا. وكانت نسبة 4.6% من العائلات ونسبة 6% من السكان تحت خط الفقر، وكان من هؤلاء نسبة 7.9% تحت سن الثامنة عشر ونسبة 5.8% في الخامسة والستين من العمر وما فوق.

### تعداد عام 2010
بلغ عدد سكان ترينيتي 2,095 نسمة بحسب تعداد عام 2010، وبلغ عدد الأسر 783 أسرة وعدد العائلات 647 عائلة مقيمة في البلدة. في حين سجلت الكثافة السكانية 162.7 نسمة لكل كيلومتر مربع (421.4/ميل2). وبلغ عدد الوحدات السكنية 823 وحدة بمتوسط كثافة قدره 63.9 لكل كيلومتر مربع (165.5/ميل2).
وتوزع التركيب العرقي للبلدة بنسبة 88.64% من البيض و6.68% من الأمريكيين الأفارقة و1.10% من الأمريكيين الأصليين و0.24% من الأمريكيين ذوي الأصول الآسيوية و0.05% من سكان جزر المحيط الهادئ و1.67% من الأعراق الأخرى و1.62% من عرقين مختلطين أو أكثر و3.34% من الهسبانيون أو اللاتينيون من أي عرق.
بلغ عدد الأسر 783 أسرة كانت نسبة 39% منها لديها أطفال تحت سن الثامنة عشر تعيش معهم، وبلغت نسبة الأزواج القاطنين مع بعضهم البعض 71.9% من أصل المجموع الكلي للأسر، ونسبة 6.9% من الأسر كان لديها معيلات من الإناث دون وجود شريك، بينما كانت نسبة 3.8% من الأسر لديها معيلون من الذكور دون وجود شريكة وكانت نسبة 17.4% من غير العائلات. تألفت نسبة 14.6% من أصل جميع الأسر من عدة أفراد يعيشون في نفس المنزل ونسبة 5.4% كانت تتألف من شخص يعيش بمفرده يبلغ من العمر 65 عاماً أو أكثر. وبلغ متوسط حجم الأسرة المعيشية 2.68، أما متوسط حجم العائلات فبلغ 2.95.
بلغ العمر الوسطي للسكان 40.3 عاماً. وكانت نسبة 25.8% من القاطنين تحت سن الثامنة عشر، وكانت نسبة 6% بين الثامنة عشر والرابعة والعشرين عاماً، ونسبة 26.2% كانت واقعةً في الفئة العمرية ما بين الخامسة والعشرين والرابعة والأربعين عاماً، ونسبة 29.5% كانت ما بين الخامسة والأربعين والرابعة والستين، ونسبة 12.6% كانت ضمن فئة الخامسة والستين عاماً فما فوق. وتوزع التركيب الجنسي للسكان بنسبة 50.2% ذكور و49.8% إناث.